# NK Kamnik
Nogometni klub Kamnik (tiếng Việt: Câu lạc bộ bóng đá Kamnik), thường hay gọi NK Kamnik hoặc đơn giản Kamnik, là một câu lạc bộ bóng đá Slovenia đến từ Kamnik. Câu lạc bộ được thành lập năm 1920.

## Danh hiệu
- Giải bóng đá hạng tư quốc gia Slovenia: 1

2007-08
- MNZ Ljubljana Cup: 1

2011-12